# Xanthia
Xanthia is een geslacht van nachtvlinders uit de familie Noctuidae.

## Soorten
- X. andesica Hampson, 1905
- X. approximata (Hampson, 1906)
- X. asiatica Hampson, 1906
- X. auragides Draudt, 1950
- X. aurantiago Draudt, 1950
- X. austauti Oberthur, 1881
- X. basalis Walker, 1862
- X. bisignata Hampson, 1906
- X. castanea Osthelder, 1933
- X. cirphidiago Draudt, 1950
- X. cypreago Hampson, 1905
- X. fasciata Kononenko, 1978
- X. gilvago

Iepengouduil (Denis & Schiffermüller, 1775)
- X. icteritia

Gewone gouduil (Hufnagel, 1766)
- X. inconspicua Bethune-Baker, 1906
- X. japonago Wileman & West, 1929
- X. ladakhensis Hacker & Ronkay, 1992
- X. ledereri Staudinger, 1896
- X. melonina Butler, 1889
- X. minor Felder & Rogenhofer, 1874
- X. moderata Walker, 1869
- X. ocellaris

Populierengouduil (Borkhausen, 1792)
- X. rectilineata Hampson, 1894
- X. rhodopsis Boursin, 1962
- X. ruticilla

Vroege eikenuil (Esper, 1791)
- X. sulphurago Schiffermüller, 1776
- X. tatago Lafontaine & K. Mikkola, 2003
- X. tigrina Kononenko, 1978
- X. togata

Wilgengouduil (Esper, 1788)
- X. tunicata Graeser, 1889
- X. veterina Eversmann, 1855
- X. vulpecula Lederer, 1853
- X. xanthophylla Hreblay & Ronkay, 1998

### Foto's

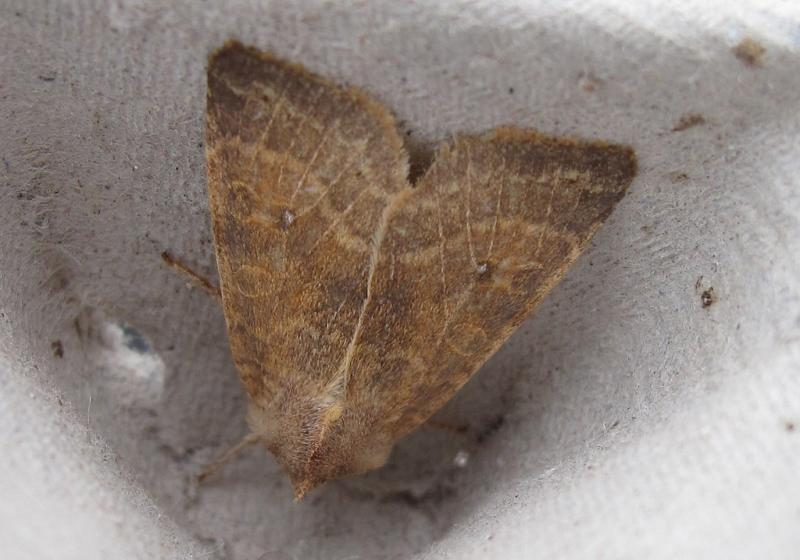
Xanthia ocellaris Populierengouduil
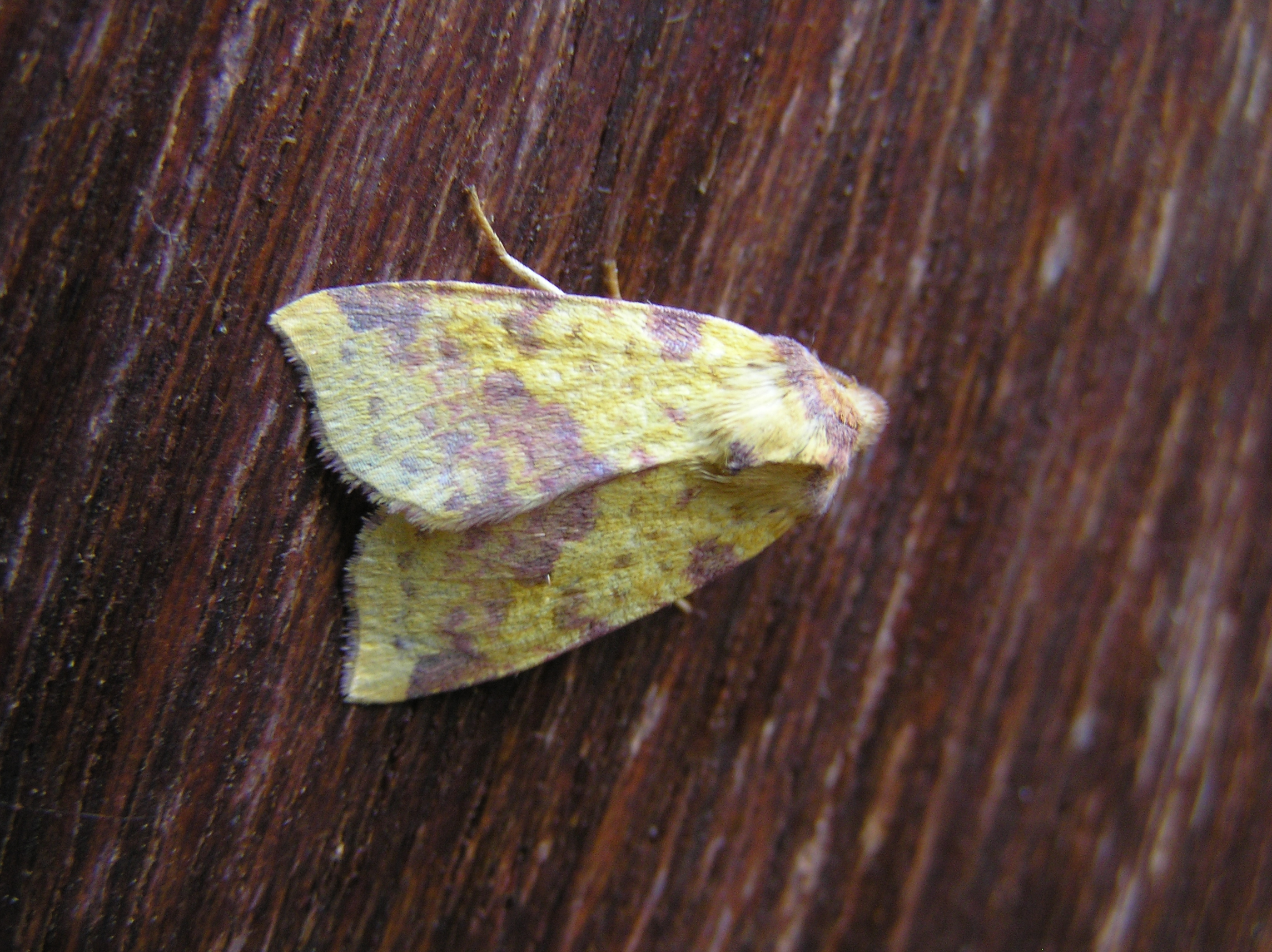
Xanthia togata Wilgengouduil